# Ростислав Ярославич (князь сновський)
Ростислав (у хрещенні Іван) Ярославич (нар. 1171 — пом. після 1212) — князь сновський (1181—1203), вишгородський (1212), син Ярослава Чернігівського та його дружини Ірини.

## Життєпис
Двічі згадується в літописах. У 1203 році єдиний згаданий серед Ольговичів князь, який брав участь у розоренні Києва. У 1212 році разом з братом Ярополком Ярославичем був захоплений у Вишгороді під час походу смоленських князів проти Всеволода Чермного.

## Родина
11 липня 1187 року одружився з дочкою Всеволода Велике Гніздо Всеславою. Відомостей про дітей не збереглося.